# مهر(لغة)
مهر (Muher) هي لغة سامية إثيوبية تنتمي إلى مجموعة الجراجي. يعيش متحدثوها الأصليين في الجبال شمال شحا وأزها في إثيوبيا. اللغة لها لهجتان، نسبت تسميتهما على اسم ضمير المتكلم «أنا» الذي يستخدمونه: لهجة أنا يستخدمون (əni أو anä)، بينما لهجة أدي تستخدم (adi أو ädi) (مشتبهه للغة السودو).